# Ammiraglio della flotta (Russia)
Ammiraglio della flotta (russo: admiral flota; cirillico: aдмирал флoта) è il più alto grado militare della Marina russa equivalente al grado di ammiraglio della flotta della Marina sovietica.
Il titolo viene assegnato dal Presidente della Federazione Russa.
Per l'Ammiraglio della flotta che è in "riserva" o "in pensione" le parole "riserva" o "in pensione" vengono aggiunte al grado militare. 
Le parole "riserva" o "in pensione" vengono aggiunte al grado militare di un ammiraglio di flotta che è in riserva o in pensione.
Il limite di età per il servizio militare per un ammiraglio di flotta è di 65 anni

## Storia
Nella Marina imperiale russa esisteva il grado di Generale ammiraglio (in russo Генера́л-адмира́л?) dove era il grado più alto, equiparabile al titolo di ammiraglio della flotta della maggior parte delle marine europee dell'epoca, ma per la gran parte della sua esistenza è stato un titolo puramente onorifico che veniva concesso a coloro che erano alla guida del dipartimento della marina, nella maggior parte dei casi un discendente della famiglia reale dei Romanov. Le persone a cui venne concesso il grado furono in totale nove. 
Il grado di ammiraglio generale venne abolito alla caduta dell'impero russo e venne riesumato alla fine degli anni trenta e istituito nuovamente nel 1940 dal Presidium del Soviet Supremo, con il titolo di "ammiraglio della flotta", ma non venne assegnato fino al 31 maggio 1944, quando venne conferito all'ammiraglio Kuznetsov, che sin dal 28 aprile 1939 ricopriva il ruolo di Commissario del popolo per la marina e comandante in capo di tutte le forze navali sovietiche, ed all'ammiraglio Isakov, capo di stato maggiore della Marina; fino ad allora il più alto grado nella Marina militare sovietica era stato quello di admiral o ammiraglio di squadra. Il grado era rappresentato da una mostrina a quattro stelle, ma rispettando le gerarchie dell'esercito il grado di generale a quattro stelle, corrispondeva nell'Armata Rossa a generale dell'armata, grado che aveva un grado superiore nel grado di maresciallo e pertanto il 25 maggio 1945 venne stabilito che il grado di ammiraglio della flotta fosse equiparato a quello di maresciallo dell'Unione Sovietica e le quattro stellette sostituite con una sola grande stella e l'emblema dell'Unione Sovietica e inoltre coloro i quali venivano promossi a tale grado indossavano la stella di maresciallo.
Il 3 marzo 1955 il Consiglio dei commissari del popolo per equiparare ulteriormente il titolo di ammiraglio della flotta a quello di maresciallo dell'Unione Sovietica, sostituiva il grado di ammiraglio della flotta, con quello di ammiraglio della flotta dell'Unione Sovietica. Il nuovo grado venne conferito all'ammiraglio Isakov e all'ammiraglio Kuznetsov.
Il grado di ammiraglio della flotta venne ripristinato nel 1962 per equiparare pienamente i gradi di esercito e marina ed equiparato al grado di generale dell'armata, poiché non esisteva un grado intermedio tra ammiraglio di squadra e ammiraglio della flotta dell'Unione Sovietica e divenne il secondo più alto grado della Marina sovietica.
Con il ripristino del grado di ammiraglio della flotta, il grado di ammiraglio della flotta dell'Unione Sovietica, pur essendo il più alto, si trasformò sempre più in un titolo onorifico e dopo la morte, avvenuta nel 1988, dell'ammiraglio Gorškov, terzo ed ultimo ammiraglio della flotta dell'Unione Sovietica, il titolo non venne più conferito e nel 1992, con la dissoluzione dell'Unione Sovietica, venne abolito.
Nella Marina militare della Federazione Russa il più alto grado è tornato ad essere quello di Ammiraglio della flotta, titolo non è più concesso dal 2007 dopo il ritiro dal servizio dell'ammiraglio Vladimir Masorin, ultimo a cui è stato concesso tale grado.

## Distintivi di grado
Nel periodo 1994-1997, l'ammiraglio della flotta aveva controspalline simili a quelle del maresciallo comandante di corpo (russo : главный маршал рода войск; translitterazione: Glavnyj maršal roda vojsk) e maresciallo di corpo (russo: маршал рода войск; translitterato: maršal roda voisk), e una stella di maresciallo di tipo "piccolo" era indossata sulla cravatta dell'uniforme.
Dopo l'abolizione dei gradi di maresciallo comandante di corpo (russo : главный маршал рода войск; translitterazione: Glavnyj maršal roda vojsk) e maresciallo di corpo nella Federazione Russa nel 1993, è scomparso anche il motivo delle insegne speciali per gli ammiragli della flotta. Con un decreto del Presidente della Federazione Russa del 27 gennaio 1997, vennero reintrodotte le controspalline del 1943 con quattro stelle.
Con decreti del Presidente della Federazione Russa del 22 febbraio 2013 e del 31 luglio 2014, le controspalline di Ammiraglio della flotta hanno una grande stella come quella di Generale dell'esercito
Il distintivo per paramano è costituito da una striscia larga e sopra di essa quattro strescie orizzontali medie di colore dorato e sopra la treccia una stella ricamata dorata sagomata con al centro l'immagine di un'ancora color oro.
| Distintivo di grado     |           |           |           |          |         |
| Distintivo di grado     | Periodo   | Periodo   | Periodo   | Periodo  | Periodo |
| Distintivo di grado     | 1994—1997 | 1997—2010 | 2010—2013 | dal 2013 |         |
| ----------------------- | --------- | --------- | --------- | -------- | ------- |
| Spallina                |           |           |           |          |         |
| Spallina                |           |           |           |          |         |
| Spallina                |           |           |           |          |         |
| Distintivo per paramano |           |           |           |          |         |

## Titolari
| Nome                                          | Immagine | Data di conferimento del titolo | Data di ritiro dal servizio attivo |
| --------------------------------------------- | -------- | ------------------------------- | ---------------------------------- |
| Feliks Nikolaevič Gromov (1937—2021)          |          | 13 giugno 1996                  | 7 novembre 1997                    |
| Vladimir Ivanovič Kuroedov (5 settembre 1944) |          | 21 febbraio 2000                | 5 settembre 2005                   |
| Vladimir Vasil'evič Masorin (24 agosto 1947)  |          | 15 dicembre 2006                | 12 settembre 2007                  |